# Blepharosis subsignatus
Blepharosis subsignatus là một loài bướm đêm trong họ Noctuidae.